# کیلسیث جنوبی، ویکتوریا
کیلسیث جنوبی، ویکتوریا (انگلیسی: Kilsyth South, Victoria)در حومه شهر ملبورن استرالیا و در ۳۲ کیلومتری شرق مرکز این شهر قرار گرفته‌است.